# Aloe johannis-philippei
Aloe johannis-philippei är en grästrädsväxtart som beskrevs av J.-b.Castillon. Aloe johannis-philippei ingår i släktet Aloe och familjen grästrädsväxter.
Artens utbredningsområde är Madagaskar. Inga underarter finns listade i Catalogue of Life.